# 奧爾頓 (漢普郡)
奧爾頓（Alton）是英國英格蘭漢普郡的一個集鎮和民政教區。據2011年英國人口普查，奧爾頓有人口17,816人。奧爾頓這一地名出現在末日審判書中，當時名為Aoltone。英國內戰期間的奧爾頓戰役就是發生在此。奧爾頓有三所中學和一個火車站。

## 外部連結
- Alton Town Council （页面存档备份，存于）
- East Hampshire District Council （页面存档备份，存于）
- 《末日審判書》上的Alton